# Fahad Al-Mirdasi
Fahad Al-Mirdasi (Rijád, 1985. augusztus 16. –) szaúd-arábiai nemzetközi labdarúgó-játékvezető. Polgári foglalkozása testnevelő tanár.

## Pályafutása
Játékvezetésből 2003-ban Rijádban vizsgázott. A Rijádi labdarúgó-szövetség által működtetett bajnokságokban kezdte szolgálatát. A SAFF Játékvezető Bizottságának (JB) minősítésével a Second Division, a First Division, majd a Professional League játékvezetője. Küldési gyakorlat szerint rendszeres 4. bírói szolgálatot is végez.
A Szaúd-arábiai labdarúgó-szövetség Játékvezető Bizottsága (JB) terjesztette fel nemzetközi játékvezetőnek, a Nemzetközi Labdarúgó-szövetség (FIFA) 2011-től tartja nyilván bírói keretében. A FIFA JB központi nyelvei közül a angolt beszéli. Több nemzetek közötti válogatott (Labdarúgó-világbajnokság, Pan Arab Játékok, Ázsia-kupa, Gulf Cup), valamint Európa-liga, AFC-kupa, AFC-elnök kupája és AFC-bajnokok ligája klubmérkőzést vezetett, vagy működő társának 4. bíróként segített. Válogatott mérkőzéseinek száma: 14 (2011. december 14.–2016. március 29.). Vezetett kupadöntők száma: 1.
2018. május 16-án a Szaúd-arábiai labdarúgó-szövetség örökre eltiltotta a játékvezetéstől, és kizárták a 2018-as labdarúgó-világbajnokság bírói közül is.
A 2015-ös U20-as labdarúgó-világbajnokságon a FIFA JB bíróként alkalmazta.
| Időpont          | Helyszín                                | Mérkőzés típusa              | Mérkőzés                                   | Eredmény | Nézők száma |
| ---------------- | --------------------------------------- | ---------------------------- | ------------------------------------------ | -------- | ----------- |
| 2015. május 30.  | Wellington Regional Stadion, Wellington | csoportmérkőzés (B. csoport) | Ghána–Ausztria                             | 2 – 1    | 9204        |
| 2015. június 4.  | Taranaki Stadion, New Plymouth          | csoportmérkőzés (E. csoport) | Magyarország–Brazília                      | 1 – 2    | 4077        |
| 2015. június 11. | Városi Stadion, Christchurch            | egyik nyolcaddöntő           | Németország–Nigéria                        | 1 – 0    | 5288        |
| 2015. június 20. | North Harbour Stadion, Auckland         | döntő                        | Brazil U20-as labdarúgó-válogatott–Szerbia | 1 – 2    | 38 000      |

A 2018-as labdarúgó-világbajnokságon a FIFA JB játékvezetőként alkalmazta. Selejtező mérkőzéseket az AFC zónában irányított. 
| Időpont            | Helyszín                       | Mérkőzés típusa           | Mérkőzés                   | Eredmény | Nézők száma |
| ------------------ | ------------------------------ | ------------------------- | -------------------------- | -------- | ----------- |
| 2015. november 12. | Nemzeti Stadion, Kallang       | előselejtező (E. csoport) | Szingapúr–Japán            | 0 – 3    | 33 868      |
| 2016. március 29.  | Rizal Memorial Stadion, Manila | előselejtező (H. csoport) | Fülöp-szigetek–Észak-Korea | 3 – 2    | 7350        |

A 2015-ös Ázsia-kupa döntőn az AFC JB bíróként foglalkoztatta.
| Időpont          | Helyszín                                 | Mérkőzés típusa                     | Mérkőzés              | Eredmény | Nézők száma |
| ---------------- | ---------------------------------------- | ----------------------------------- | --------------------- | -------- | ----------- |
| 2014. március 5. | Thani bin Jassim Stadion, Doha           | (2015-ös) előselejtező (D. csoport) | Katar–Bahrein         | 0 – 0    | 12 878      |
| 2015. január 12. | Városi Stadion, Brisbane                 | csoportmérkőzés (D. csoport)        | Jordánia–Irak         | 0 – 1    | 6840        |
| 2015. január 17. | VárosiP Stadion, Newcastle               | csoportmérkőzés (A. csoport)        | Omán–Kuvait           | 1 – 0    | 7499        |
| 2015. január 22. | Melbourne Rectangular Stadion, Melbourne | egyik negyeddöntő                   | Dél-Korea–Üzbegisztán | 2 – 0    | 23 381      |

A  2011-es Pan Arab Játékokon az Ázsiai Labdarúgó-szövetség (AFC) JB játékvezetői szolgálatra vette igénybe.
| Időpont            | Helyszín              | Mérkőzés típusa | Mérkőzés         | Eredmény | Nézők száma |
| ------------------ | --------------------- | --------------- | ---------------- | -------- | ----------- |
| 2011. december 14. | Nemzeti Stadion, Doha | csoportmérkőzés | Palesztina–Líbia | 1 – 1    | 38 000      |

A 2014-es AFC Challenge kupaán az AFC JB bíróként alkalmazta. A kupa célja, elősegíteni "feltörekvő országok" válogatottainak játéklehetőségét.
| Időpont          | Helyszín                 | Mérkőzés típusa           | Mérkőzés                          | Eredmény | Nézők száma |
| ---------------- | ------------------------ | ------------------------- | --------------------------------- | -------- | ----------- |
| 2013. március 2. | Thuwunna Stadion, Rangun | előselejtező (A. csoport) | India–Tajvan                      | 2 – 1    | 1000        |
| 2013. március 6. | Thuwunna Stadion, Rangun | előselejtező (A. csoport) | Tajvani labdarúgó-válogatott–Guam | 0 – 3    | 700         |

A 2014-es Gulf Cup labdarúgó tornát, ahol az AFC JB játékvezetőként vette igénybe szolgálatát.
| Időpont            | Helyszín                              | Mérkőzés típusa              | Mérkőzés                                           | Eredmény |
| ------------------ | ------------------------------------- | ---------------------------- | -------------------------------------------------- | -------- |
| 2014. november 20. | Prince Faisal bin Fahd Stadion, Rijád | csoportmérkőzés (B. csoport) | Egyesült Arab Emírségek–Iraki labdarúgó-válogatott | 2 – 0    |

A 2016. évi nyári olimpiai játékokra a FIFA JB bírói szolgálatra jelölte. A labdarúgó torna legfiatalabb bírója,
| Időpont            | Helyszín                         | Mérkőzés típusa              | Mérkőzés                    | Eredmény | Nézők száma |
| ------------------ | -------------------------------- | ---------------------------- | --------------------------- | -------- | ----------- |
| 2016. augusztus 4. | Arena da Amazônia, Manaus        | csoportmérkőzés (B. csoport) | Svédország–Kolumbia         | 2 – 2    | 29 996      |
| 2016. augusztus 7. | Estádio Mineirão, Belo Horizonte | csoportmérkőzés (C. csoport) | Németország–Fidzsi-szigetek | 10 – 0   | 16 521      |

Az AFC JB küldésére irányította az AFC-elnök kupája döntőt. A kupa célja, elősegíteni "feltörekvő országok élcsapatainak" játéklehetőségét.
| Időpont              | Helyszín               | Mérkőzés típusa | Mérkőzés                            | Eredmény | Nézők száma |
| -------------------- | ---------------------- | --------------- | ----------------------------------- | -------- | ----------- |
| 2012. szeptember 30. | Pamir Stadion, Dusanbe | döntő           | Markaz Shabab Al-Am'ari–FC Istiklol | 2 – 1    | 19 323      |